# Genius 2000
Genius 2000 è il quarto album in studio della cantante giapponese Namie Amuro, pubblicato nel gennaio 2000.

## Tracce
1. Make the Connection Complete – 1:06
2. Love 2000 – 5:12
3. Respect the Power of Love – 5:26
4. Leavin' for Las Vegas – 4:39
5. Something 'bout the Kiss – 4:25
6. I Have Never Seen – 4:36
7. Still in Love – 4:17
8. Mi Corazon (Te' Amour) – 4:48
9. You Are the One (featuring Imajin) – 5:48
10. Kiss-And-Ride – 3:48
11. Things I Collected – 6:18
12. Next to You – 4:15
13. Asking Why – 5:07
14. Give It a Try – 4:24
15. Log Off – 1:51